# Ronald Barnes
Ronald Winston Barnes (Rio de Janeiro, 1 de janeiro de 1941 — Nova York, 13 de dezembro de 2002) foi um tenista profissional brasileiro.

## Trajetória esportiva
Considerado uma lenda do tênis brasileiro, era filho de ingleses. Ronald Barnes foi o único no tênis masculino a chegar em uma semifinal de Grand Slam até Gustavo Kuerten, e o único a ter duas medalhas de ouro no tênis em Jogos Pan-Americanos, além de Joana Cortez.
A partir dos cinco anos interessou-se pelo tênis, além de gostar de natação e de futebol. Morador de Ipanema, seu pai não queria que fosse jogador de futebol, daí foi para as quadras. Seu modo de aprender foi sempre pela observação enquanto treinava, além do desejo de aprimorar cada jogada. Tinha um potente golpe de esquerda.
Recebeu o apelido de "Vovô" por causa de um grave acidente que sofreu, e no qual perdeu seus dentes frontais. Ganhou o brasileiro infanto-juvenil por cinco vezes e, aos 17 anos, já era campeão de adultos. Em 1959, foi vice juvenil de Wimbledon e conquistou o Orange Bowle a Sunshine Cup, tradicionais torneios até 18 anos; daí para a frente passou a frequentar o circuito principal.
A fase profissional não durou muito tempo, mas participou de todos os torneios grandes da época e ajudou o Brasil na Copa Davis.; venceu Rod Laver, Fred Stolle,Dennis Ralston e Roy Emerson.
Em 1963 viveu a sua melhor temporada, chegando às semi-finais do nacional dos Estados Unidos, o atual Aberto dos Estados Unidos. No mesmo ano conquistou duas medalhas de ouro nos Pan-Americanos de São Paulo, que lhe valeram o título de "melhor atleta" da competição.
Contudo, fora das quadras não era tão exemplar, pois não gostava de treinos e de ginástica, pouco se esforçava, e ainda como um típico boêmio carioca, gostava muito de cartas, boates e de dormir tarde, o que lhe causou diversas crises de insônia em boa parte da vida.
Em 1966 teve muitas desavenças com a Confederação Brasileira de Tênis (CBT), e não participou da Copa Davis, mesmo antes de ter ganhado de Manuel Santana. De abril a junho daquele ano, sem poder jogar torneios, Barnes foi obrigado a dar exibições e treinar jogadores de outros times da Davis para sobreviver, como Espanha, Tchecoslováquia e Iugoslávia.
Em 1967, desiludido com o tênis, Barnes se casou com uma venezuelana e, em seguida, pediu isenção para a CBT, e nunca mais jogou brasileiros ou a Davis. Deixou as quadras e passou a trabalhar numa agência de publicidade, depois, vendeu seguros no Rio, até que recebeu uma oferta de emprego nos Estados Unidos e se mudou para lá em 1969. Voltou poucas vezes ao Brasil. Deu aula na Filadélfia por 10 anos, de tênis e squash, e abriu uma loja de artigos esportivos; ensinou também badminton, mas não aguentava o frio e mudou-se para a Flórida em 1977, onde continuou a dar aulas, divididas entre a pescaria e a televisão; por fim, mudou-se para Nova York, onde faleceu aos 61 anos, quase anônimo, vítima de câncer.

### Retrospecto como juvenil
- Cinco vezes campeão brasileiro infanto-juvenil
- 1958 Campeão brasileiro
- 1959 Vice-campeão juvenil no Torneio de Wimbledon
- 1959 Campeão do Orange Bowl
- 1959 Sunshine Cup

### Retrospecto na Copa Davis
1958
- Brasil 3 x 2 Hungria, em Budapeste

Ronald Barnes/Carlos Fernandes derrotaram Adam/Gulyas, parciais 6/4, 2/6, 3/6, 6/2, 6/4
- Grã-Bretanha 5 x 0 Brasil, em Eastbourne

Ronald Barnes perdeu para Billy Knight, parciais 0/6, 2/6, 0/6
Ronald Barnes/Carlos Fernandes perderam para Davies/Bobby Wilson, parciais 2/6, 4/6, 4/6
1959
- Brasil 4 x 0 Alemanha, em Berlim

Ronald Barnes derrotou Dieter Ecklebe, parciais 6/8, 6/3, 6/3, 6/2
Ronald Barnes/Carlos Fernandes derrotaram W.Bungert/D.Ecklebe, parciais 1/6, 10/8, 6/2, 6/2
Ronald Barnes derrotou Wilhelm Bungert, parciais 10/8, 3/4 e ret.
- Brasil 3 x 2 Polônia, em Varsóvia

Ronald Barnes perdeu para Wladyslaw Skonecki, parciais 1/6, 6/4, 7/5, 1/6, 1/6
Ronald Barnes/Carlos Fernandes derrotaram W.Gąsiorek/J.Piatek, parciais 6/1, 6/1, 8/6
Ronald Barnes derrotou Licis, parciais 6/1, 6/1, 6/2
- Espanha 3 x 2 Brasil, em Barcelona

Ronald Barnes perdeu para Juan Manuel Couder, parciais 2/6, 2/6, 8/6, 7/9
Ronald Barnes/Carlos Fernandes derrotaram J.L.Arilla/A.Gimeno, parciais 6/3, 6/2, 9/11, 6/3
Ronald Barnes perdeu para Manuel Santana, parciais 1/6, 1/6, 4/6
1960
- Bélgica 3 x 2 Brasil, em Bruxelas

Ronald Barnes perdeu para Jacques Brichant, parciais 2/6, 3/6, 7/5, 1/6
Ronald Barnes/Carlos Fernandes perderam para Brichant/P.Washer, parciais 3/6, 2/6, 6/4, 7/9
Ronald Barnes derrotou Claude de Gronckel, parciais 7/5, 6/0, 10/8
1961
- França 4 x 1 Brasil, Paris

Ronald Barnes perdeu para Pierre Darmon, parciais 6/1, 0/6, 4/6, 1/6
Ronald Barnes/Carlos Fernandes derrotaram Contet/Renavand, parciais 6/4, 6/3, 4/6, 7/9, 6/3
Ronald Barnes perdeu para Pilet, parciais 1/6, 4/6, 6/4, 6/2, 4/6
1962
- Brasil 3 x 0 Polônia, Varsóvia

Ronald Barnes/Carlos Fernandes derrotaram W.Bielanowicz/W.Nowicki, parciais 6/3, 6/2, 6/3
- Inglaterra 4 x 1 Brasil, Eastbourne

Ronald Barnes/Edison Mandarino derrotou B.Knight/J.A.Pickard, parciais 19/17, 1/6, 6/4, 9/7
1963
- Brasil 3 x 2 Grécia, Atenas

Ronald Barnes derrotou Nicholas Kalogeropoulos, parciais 4/6, 6/0, 7/5, 6/2
Ronald Barnes/Edison Mandarino derrotaram N.Kalyvas/N.Kalogeropoulos por W.O.
Ronald Barnes perdeu para Nick Kalyvas, parciais 6/4, 1/6, 3/6, 6/1, 4/6
- França 4 x 1 Brasil, Paris

Ronald Barnes derrotou Jean-Claude Barclay, parciais 6/3, 8/6, 6/2
Ronald Barnes/Carlos Fernandes perdeu para P.Beust/D.Contet, parciais 6/2, 10/12, 2/6, 2/6
Ronald Barnes perdeu para P.Darmon, parciais 3/6, 4/6, 1/6
1964
- Espanha 4 x 1 Brasil, Barcelona
- Ronald Barnes perdeu para Manuel Santana, parciais 1/6,0/6, 5/7
- Ronald Barnes/Thomaz Koch perdeu para J.L.Arilla/M.Santana, parciais 4/6, 5/7, 6/4, 5/7
- Ronald Barnes perdeu para Juan Manuel Couder, parciais 1/6, 7/9, 5/7

1965
- Brasil 3 x 2 Hungria, Budapeste

Ronald Barnes perdeu para István Gulyás, parciais 3/6, 0/6, 2/6
Ronald Barnes/Thomaz Koch derrotou I.Gulyas/A.Szikszay, parciais 7/5, 6/8, 6/1, 6/2
Ronald Barnes derrotou A. Korpas, parciais 8/6, 8/6, 7/5
- Itália 3 x 2 Brasil, Milão, saibro

Ronald Barnes perdeu para Nicola Pietrangeli, parciais 4/6, 7/9, 3/6
Ronald Barnes/Edison Mandarino derrotou G.Majoli/N.Pietrangeli, parciais 6/2, 6/4, 7/5
Ronald Barnes perdeu para Giuseppe Merlo parciais 6/4, 9/7, 2/6, 6/3

### Pan-Americano de São Paulo 1963
- Ouro em simples
- Ouro em duplas ao lado de Carlos Fernandes